# Iglesia de San Charbel (Caracas)
La Iglesia de San Charbel  también llamada Monasterio de San Chárbel es el nombre que recibe un edificio religioso afiliado a la Iglesia Católica que sigue el rito maronita o antioqueno y se encuentra ubicado en  Quebrada Honda, Bulevar Amador Bendayan, en el Sector de Los Caobos en el Municipio Libertador al oeste del Distrito Metropolitano de Caracas y al centro norte del país sudamericano de Venezuela. Recibe su nombre en honor de San Charbel un santo católico maronita del siglo XIX conocido como el "Patrón de cuantos sufren en cuerpo y alma".
Ofrece misas en español y en árabe para la comunidad católica maronita residente en la capital Venezolana conformada básicamente por inmigrantes árabes de Siria y el Líbano. En 2013 recibió la visita del patriarca cardenal de Antioquia y todo el Oriente Bechara Boutros Pedro Rai. En ella también ha celebrado misa el Cardenal Jorge Urosa Sabino.
Tiene una ubicación privilegiada pues en sus alrededores se encuentran reconocidos lugares y edificios de Caracas como el Museo de Bellas Artes, el Parque Los Caobos, el Centro de Acción Social por la Música, la Casa del Artista y la Mezquita Ibrahim Ibin Abdul Aziz Al-Ibrahim.